# Константан

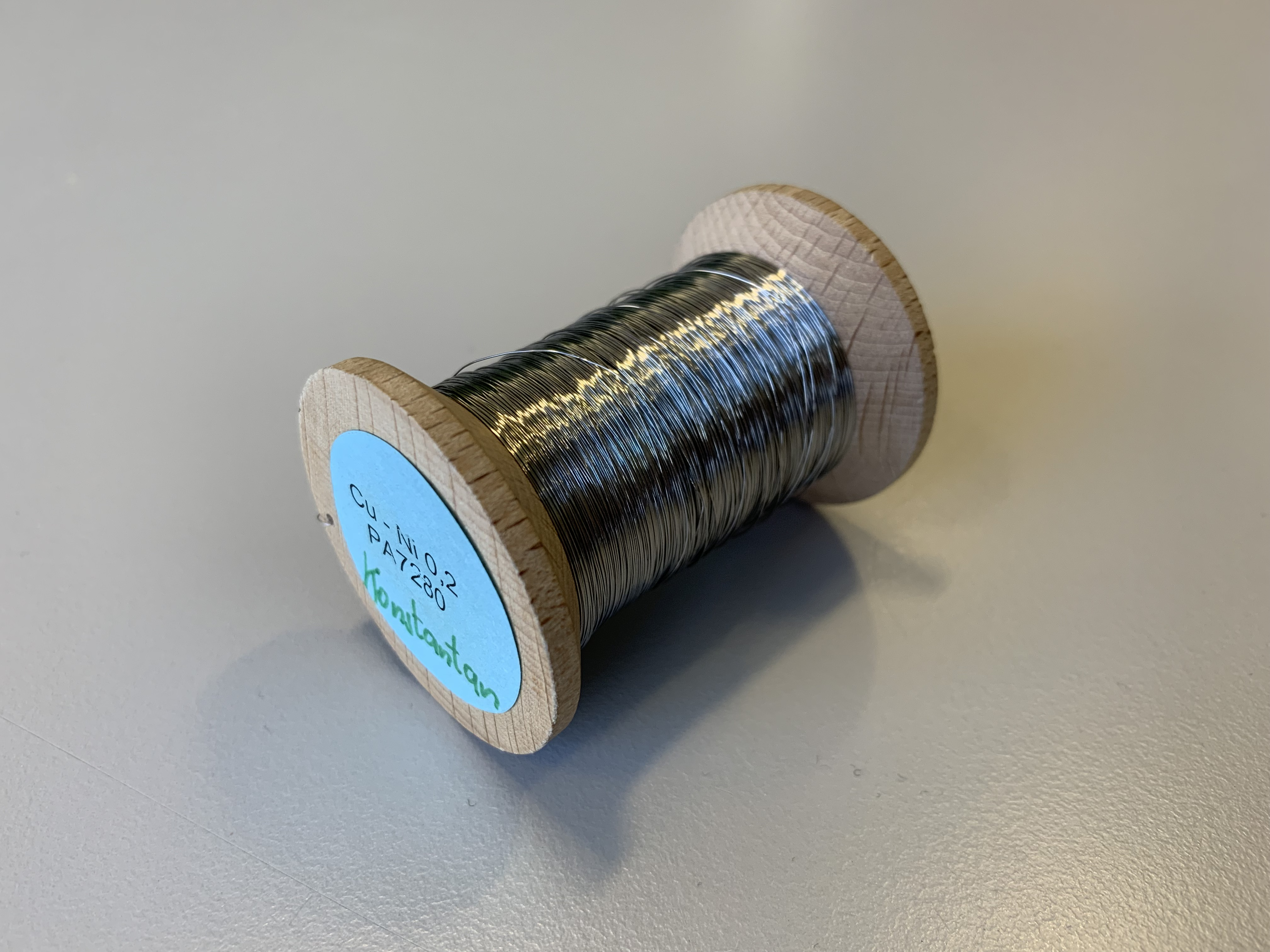
Константановий дріт

Константа́н (рос. константан, англ. constantan, нім. Konstantan n) — сплав міді (основний компонент) з нікелем (40 %), марганцем (1,5 %) і домішками деяких інших елементів. Сплав має високий питомий опір, характеризується сталістю електричного опору при зміні температури і високу термоЕРС в парі з нікелем, залізом, міддю.

## Історична довідка
Сплав вперше отриманий американським винахідником Едвардом Вестоном у 1888 році, як матеріал для котушок електровимірювальних приладів, електричний опір якого не залежить від температури. Винахідник називав його «Сплав № 2», але німецькі виробники, у яких він розмістив замовлення на виробництво дроту з нового матеріалу, дали йому власну назву «константан» під якою він набув поширення.

## Властивості
Константан має високий питомий електричний опір (близько 0,5 мкОм·м), мінімальне значення температурного коефіцієнта електричного опору. Температурний коефіцієнт лінійного розширення становить 14,4× 10−6 °C−1. Густина: 8800—8900 кг/м³, температура плавлення — близько 1260 °C. Сплав добре піддається обробці.

## Використання
Сплав використовують для виготовлення термопар, активного елемента тензорезистора, реостатів та електронагрівальних елементів з робочою температурою до 400…500 °C, вимірювальних приладів високого класу точності. В інтервалі від мінус 100 °C до плюс 300 °C він має високий та стабільний питомий електричний опір, дуже низький температурний коефіцієнт електроопору. Як для реостатного матеріалу має достатню зносотривкість.
Константан використовують для виготовлення від'ємного термоелектрода в термоперетворювачах у парах з міддю, залізом, хромелем (нікелевий сплав, що містить до 10 % Cr). Зокрема, термопари мідь–константан та залізо–константан є дешевими, мають високу чутливість і можуть використовуватись для вимірюння температури в окиснювальних, відновлювальних, нейтральних атмосферах. Проте вони чутливі до деформацій, а залізний електрод не тривкий в умовах корозивного середовища. Термопара хромель–константан має найвищу чутливість серед термопар з константановим термоелектродом, але її не рекомендують використовувати у відновлювальній атмосфері.
У високоточних приладах використання константану обмежується високим значенням термо–е.р.с. в парах з міддю чи залізом. В місцях контакту константанових провідників з мідними за наявності різниці температур виникають значні термоелектрорушійні сили, які можуть призвести до похибок, особливо при мостових і потенціометричних методах вимірювань.